# Адипонектин
Адипонектин (также называемый GBP-28, apM1, AdipoQ и Acrp30) — гормон, который синтезируется и секретируется белой жировой тканью, преимущественно адипоцитами висцеральной области (а также плацентой во время беременности), находится в достаточном количестве в крови — около 0,01 % общего белка плазмы c общей концентрацией около 5—10 мкг/мл. Его секреция стимулируется инсулином. У человека этот белок кодируется геном ADIPOQ. Адипонектин участвует в регуляции уровня глюкозы и расщепления жирных кислот.

## Структура
Адипонектин — полипептид из 244 аминокислот. В его структуре есть четыре различных региона. Первый представляет собой короткую сигнальную последовательность, предназначенную для секреции гормона; затем короткий регион, который варьируется между видами; третий — область из 65 аминокислот, схожая с коллагеновыми белками; последний представляет собой глобулярный домен. В целом этот ген схож с (с1q системы комплемента). Однако, когда была определена 3-мерная структура глобулярных региона, поразительное сходство обнаружилось с TNFa, несмотря на не родственные белковые последовательности.

## Функции
Концентрация адипонектина в плазме крови имеет чёткую отрицательную корреляцию с индексом атерогенности, уровнем ТГ и Апо-В, а также положительную корреляцию с ЛПВП и Апо-А-1. Этот белок регулирует энергетический гомеостаз и оказывает противовоспалительный и антиатерогенный эффекты, подавляя адгезию моноцитов к эндотелиальным клеткам сосудов и оказывая тормозящее влияние на обусловленную ростовым фактором пролиферацию гладкомышечных клеток в сосудистой стенке. Уровень адипонектина снижается при ожирении, в отличие от других адипокинов, которые при этом повышаются, включая лептин, резистин и TNF-α. Развитие сахарного диабета (СД) 2 типа может быть связано с нарушением регуляции секреции этого гормона. Показано, что снижение экспрессии адипонектина коррелирует с инсулинорезистентностью. Введение рекомбинантного адипонектина угнетает синтез глюкозы в печени. Полагают, что адипонектин выполняет защитную функцию против гипергликемии, инсулинорезистентности и атеросклероза (АС), модулирует чувствительность к инсулину и гомеостаз глюкозы.
Низкое содержание адипонектина в сыворотке является независимым фактором прогноза развития СД 2 типа. Чем выше уровень адипонектина в крови, тем ниже риск развития сахарного диабета 2 типа, независимо от индекса массы тела (ИМТ), расы и пола.
Показано, что сывороточная концентрация адипонектина обратно коррелирует с плотностью костной ткани и массой висцерального жира. Предполагают, что адипонектин может играть роль в защитном действии висцерального жира на плотность костной ткани. Адипонектин также ингибирует воспалительные процессы, связанные с АС, подавляя экспрессию цитокинов и молекул адгезии в клетках сосудистого эндотелия и макрофагах соответственно. Чем выше содержание гормона, секретируемого жировыми клетками, тем меньше риск развития инфаркта миокарда. Адипонектин противодействует накоплению жиров в стенках артерий, уменьшая вероятность образования тромбов, которые могут приводить к инфаркту миокарда.
В настоящее время адипонектин является одним из наиболее достоверных биохимических предикторов сахарного диабета 2 типа.